# Ingenieur
L'Ingenieur è un orologio della linea IWC. Questo modello è stato progettato da Albert Pellaton, direttore tecnico della IWC.
Fu lui a progettare e sviluppare, nel periodo immediatamente successivo alla seconda guerra mondiale, il calibro automatico 81 e a brevettarlo in seguito nel 7 giugno del 1950.
La IWC brevettò tre progetti prima di arrivare al calibro 81.
L'Ingenieur diventò noto in tutto il mondo grazie alle imprese dell'esploratore Edmund Hillary, che lo portò con sé nelle zone polari e su alcune delle vette più alte del mondo.